# Бокс на летней Спартакиаде народов СССР 1975
Соревнования по боксу в рамках VI летней Спартакиады народов СССР проходили с 19 по 30 марта 1975 года в Ташкенте. Этот турнир также имел статус 41-го чемпионата СССР по боксу.

## Медалисты
| Весовая категория                   | Золото                                               | Серебро                                         | Бронза                                                                                         |
| ----------------------------------- | ---------------------------------------------------- | ----------------------------------------------- | ---------------------------------------------------------------------------------------------- |
| Первый наилегчайший вес (до 48 кг)  | Александр Ткаченко «Динамо» (Донецк)                 | Василий Плакущий Вооружённые силы (Алма-Ата)    | Евгений Юдин «Труд» Куйбышев Изольд Муллаев «Спартак» Ташкент                                  |
| Второй наилегчайший вес (до 51 кг)  | Владислав Засыпко Вооружённые силы (Донецк)          | Сурен Дурян «Динамо» (Ереван)                   | Юрий Богданов «Буревестник» (Киев) Бабан Надыров «Трудовые резервы» (Москва)                   |
| Легчайший вес (до 54 кг)            | Виктор Рыбаков «Труд» (Магадан)                      | Феликс Пак «Спартак» (Ташкент)                  | Александр Авдеев Вооружённые силы (Кишинёв) Давид Торосян «Трудовые резервы» (Ереван)          |
| Полулёгкий вес (до 57 кг)           | Ашот Аветисян «Буревестник» (Ереван)                 | Валериан Соколов Вооружённые силы (Чебоксары)   | Виктор Калашников «Буревестник» (Ленинград) Иван Груздов «Трудовые резервы» (Фрунзе)           |
| Лёгкий вес (до 60 кг)               | Валерий Львов «Динамо» (Чебоксары)                   | Александр Шевченко Вооружённые силы (Казахстан) | Юрий Колычев «Жальгирис» (Каунас) Вадим Пономарёв «Трудовые резервы» (Ленинград)               |
| Первый полусредний вес (до 63,5 кг) | Юрий Тхоровский «Локомотив» (Львов)                  | Сурен Казарян «Трудовые резервы» (Ереван)       | Абдулла Кадыр-Ахунов «Спартак» (Ташкент) Игорь Игамбердыев «Трудовые резервы» (Туркмения)      |
| Второй полусредний вес (до 67 кг)   | Вячеслав Бодня «Трудовые резервы» (Ашхабад)          | Михаил Терентьев Вооружённые силы (Ленинград)   | Владимир Юдин «Буревестник» (Фергана) Алексей Круц «Трудовые резервы» (Фрунзе)                 |
| Первый средний вес (до 71 кг)       | Владимир Даньшин «Трудовые резервы» (Новокуйбышевск) | Иван Городилов «Трудовые резервы» (Грузия)      | Тюлюгазы Турсенкаев «Кайрат» (Семипалатинск) Иван Зиборов «Трудовые резервы» (Таджикистан)     |
| Второй средний вес (до 75 кг)       | Руфат Рискиев «Динамо» (Ташкент)                     | Вячеслав Лемешев Вооружённые силы (Москва)      | Анатолий Климанов Вооружённые силы (Киев) Владислав Фесюк «Трудовые резервы» (Ленинград)       |
| Полутяжёлый вес (до 81 кг)          | Олег Коротаев «Буревестник» (Москва)                 | Николай Анфимов Вооружённые силы (Самарканд)    | Юрий Быстров Вооружённые силы (Москва) Валерий Соколов «Динамо» (Минск)                        |
| Тяжёлый вес (свыше 81 кг)           | Евгений Горстков «Труд» (Орск)                       | Пётр Заев Вооружённые силы (Москва)             | Виктор Ульянич Вооружённые силы (Ростов-на-Дону) Витаутас Бингялис «Трудовые резервы» (Каунас) |